# Подкопённая (Промышленновский район)
Подкопённая — деревня в Промышленновском районе Кемеровской области. Входит в состав Лебедевского сельского поселения.

## География
Центральная часть населённого пункта расположена на высоте 174 метров над уровнем моря.

## Население
По данным Всероссийской переписи населения 2010 года, в деревне Подкопённая проживает 105 человек (48 мужчин, 57 женщин).